# Léopold Degraeveleyn
Léopold Degraeveleyn, né le 6 janvier 1928 à Courtrai et mort le 20 mars 2008 dans la même ville, est un coureur cycliste belge. Professionnel de 1950 à 1957, il a remporté Kuurne-Bruxelles-Kuurne.

## Palmarès
- 1949
  - 6e étape du Tour de Belgique amateurs
  - 2e du championnat de Belgique militaires sur route
- 1952
  - 3e du Circuit des monts du sud-ouest
- 1953
  - Kuurne-Bruxelles-Kuurne
  - 3e du Circuit du Port de Dunkerque
  - 3e du Grand Prix Raf Jonckheere
- 1954
  - 2e d'Anvers-Herselt
- 1956
  - 2e du Circuit du Port de Dunkerque
  - 3e de la Coupe Sels

## Résultats sur les grands tours

### Tour d'Italie
1 participation
- 1953 : abandon